# Стоян Терзиев (революционер)
Вижте пояснителната страница за други личности с името Стоян Терзиев.
Стоян Тонев Терзиев е български революционер, войвода на Вътрешната македоно-одринска революционна организация и Вътрешната тракийска революционна организация.

## Биография
Роден е в гюмюрджинското село Чадърли, тогава в Османската империя, в семейството на шивача Тоню Терзиев. Стоян е четвъртото дете в семейството, а най-големият му брат Петко завършва Одринската българска мъжка гимназия и става учител в село Аврен и в село Манастир. Стоян Терзиев завършва IV клас и започва да чиракува на гръцки търговец в Гюмюрджина, където работи няколко години, а след това започва работа в Българската митрополия в същия град. Влиза във ВМОРО и се включва активно в революционния живот. В 1912 година Стоян Терзиев става войвода на чета и действа в Гюмюрджинска околия до 1915 година.
След като Гюмюрджинско остава в Гърция след Междусъюзническата война, Стоян Терзиев бяга в Свободна България и се установява в Хасково, където се жени. В 1922 година се опитва да организира чета, с която да помогне българското население, останало в Гърция, но неуспешно. След това се мести от Хасково в Кърджали. В Кърджали Терзиев е председател на Постоянната комисия към управата, а след това е заместник-кмет и кмет на града от 1922 до 1928 година. Едновременно с това става председател на Тракийската организация в Кърджали. В периода от 1928 до 1938 година семейството на Терзиев се занимава с тютюнопроизводство, като част от тютюна изнася в Германия.
Умира в 1970 година в Кърджали.